# Pheidole bucolica
Pheidole bucolica är en myrart som beskrevs av Santschi 1929. Pheidole bucolica ingår i släktet Pheidole och familjen myror. Inga underarter finns listade i Catalogue of Life.